# Diana Vishneva
Diana Víktorovna Vishniova (también trans. Vishnyova en ruso: Диа́на Ви́кторовна Вишнёва (San Petersburgo, 13 de julio de 1976) es una bailarina de ballet rusa, artista principal del ballet del Teatro Mariinski (antes Ballet Kírov) y el American Ballet Theatre.
Vishniova nació en San Petersburgo y estudió en la Academia Vagánova de Ballet  donde obtuvo las más altas notas en la historia de ese instituto. Una vez graduada en 1995, pasó a trabajar con la compañía del Teatro Mariinski, en la que ascendió al puesto de danzarina principal en 1996 y obtuvo el Premio Benois de la Danse. En 2002, baila por primera vez en el Royal Opera House de Londres con José Martínez en el ballet Don Quijote coreografiado por Rudolf Nuréyev. En la primavera de 2003 actúa por primera vez con el American Ballet Theatre.
En 2008, Vishniova pasa a formar parte de la Junta Directiva de la Sociedad Rusa Para el Bienestar de la Infancia(RCWS).

## Papeles interpretados
El repertorio de Vishniova incluye Don Quijote, Romeo y Julieta, La bayadera, La Bella durmiente, El lago de los cisnes, y Giselle. Ha interpretado también papeles para coreógrafos modernos como George Balanchine, William Forsythe y Roland Petit. Recibió grandes elogios de la crítica por su interpretación de Rubíes —segundo movimiento del ballet Joyas de Balanchine sobre la partitura de Stravinski Capricho para piano y orquesta (1929) de 19 minutos—, Giselle, y el Manon de Kenneth MacMillan. Sus parejas son también excelentes artistas como Ángel Corella y Vladímir Malájov, entre otros. 
Además del Ballet Kírov, ha actuado para otras compañías de renombre como el ballet del Teatro Bolshói, el Ballet de la Ópera de París, el American Ballet Theatre, el Teatro de La Scala y la Ópera de Berlín. También actuó en la ceremonia de apertura de los Juegos Olímpicos de Sochi 2014.